# Krikor Balyan
 (juin 2021).
Krikor Balyan (en arménien : Գրիգոր Պալեան), né en 1764 et mort en 1831, est un architecte ottoman arménien, membre de la famille Balyan et premier à utiliser officiellement le nom. 
Il est le gendre de Mason Minas et le beau-père de Ohannes Amira Severyan, architectes au Palais.

## Biographie
Krikor Balyan naît en 1764.
Il étudie à l’École des Beaux-Arts de Paris.
Il prend de l'importance auprès du Sultan Abdülhamid Ier, qui lui confère le titre d'architecte en 1777.
Il devient ensuite conseiller personnel de Selim III, et est un proche de Mahmoud II.
Exilé en 1820 à Kayseri en Anatolie centrale en raison de son implication dans un conflit opposant l'Église catholique arménienne et l'Église apostolique arménienne, il est finalement pardonné et retourne dans la capitale ottomane.
Krikor meurt en 1831 après avoir servi l'Empire durant le règne de quatre Sultans, Abdülhamid Ier, Selim III, Moustapha IV et Mahmoud II. Son jeune et alors inexpérimenté fils, Garabet Amira, lui succède.

## Travaux principaux
Les principaux travaux de Krikor incluent :

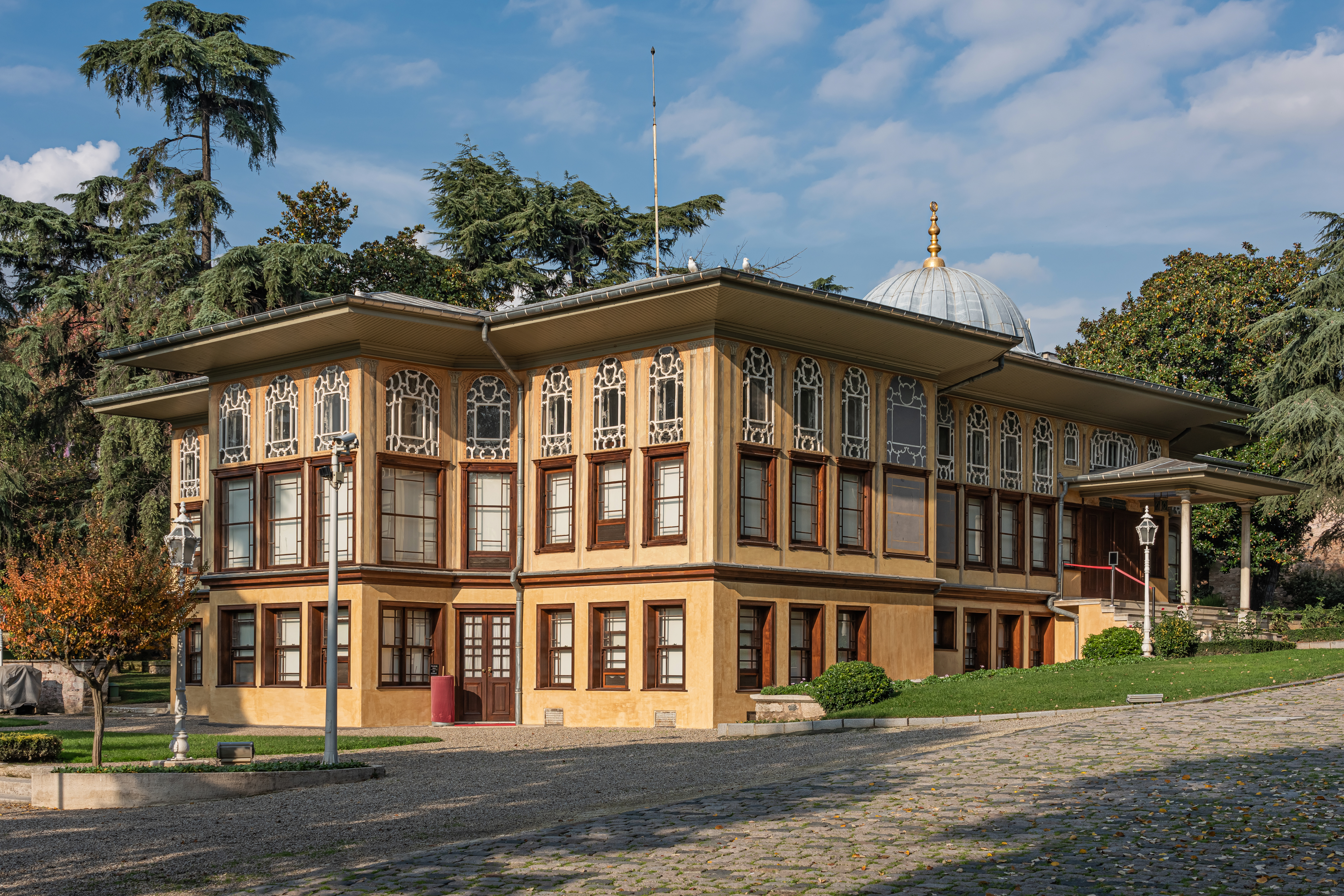
Le palais de Sarayburnu (brûlé en 1875).
- Le palais de Besiktas (à l'actuel emplacement du Palais de Dolmabahçe).
- La reconstruction du palais Çırağan en 1805[3] (brûlé par les Janissaires).
- Le palais de la Sultane validé d'Arnavutköy.
- Le palais Defterdar.
- Le palais d'Aynalıkavak.
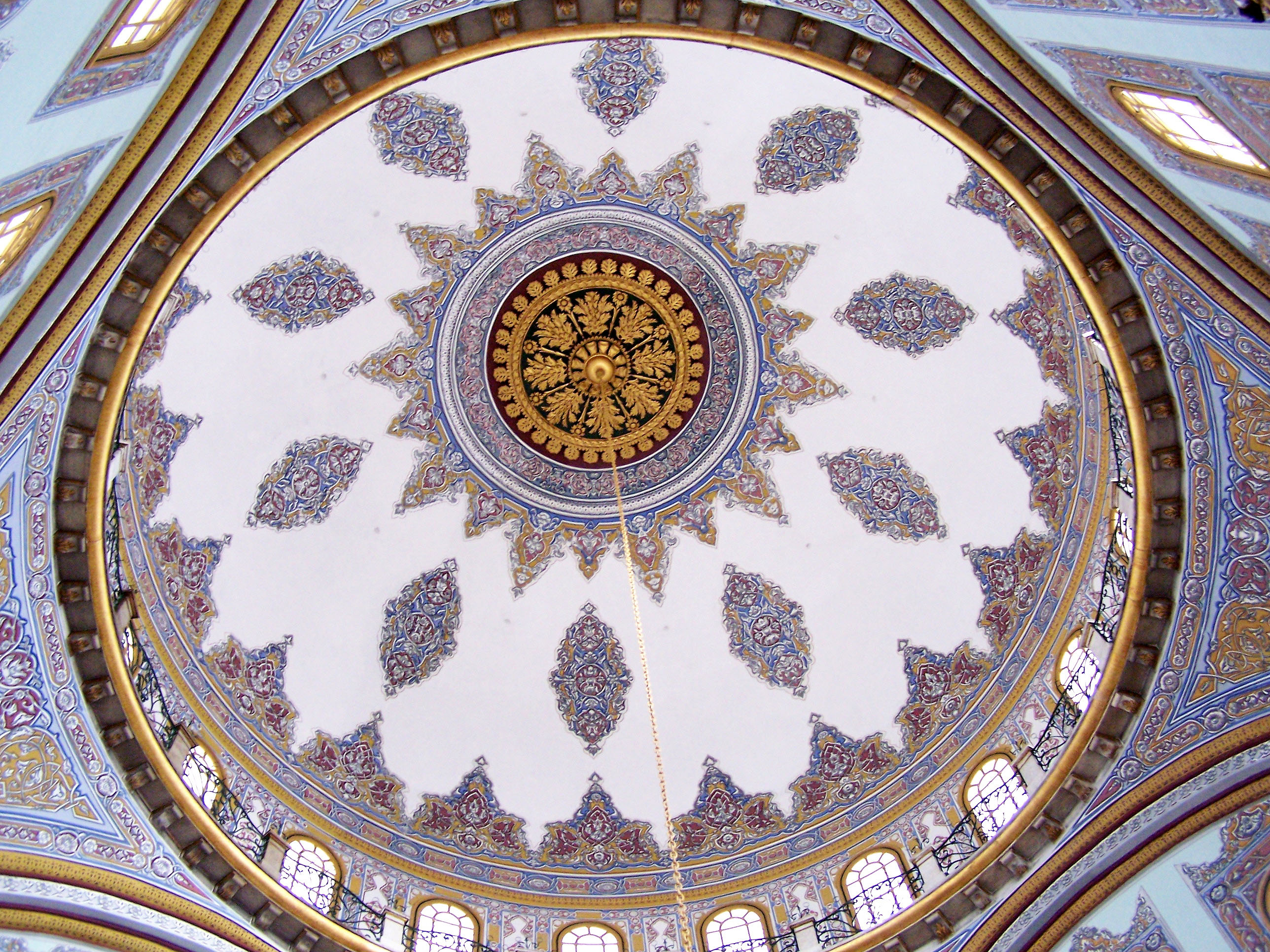
La mosquée Nusretiye (1823-1826).
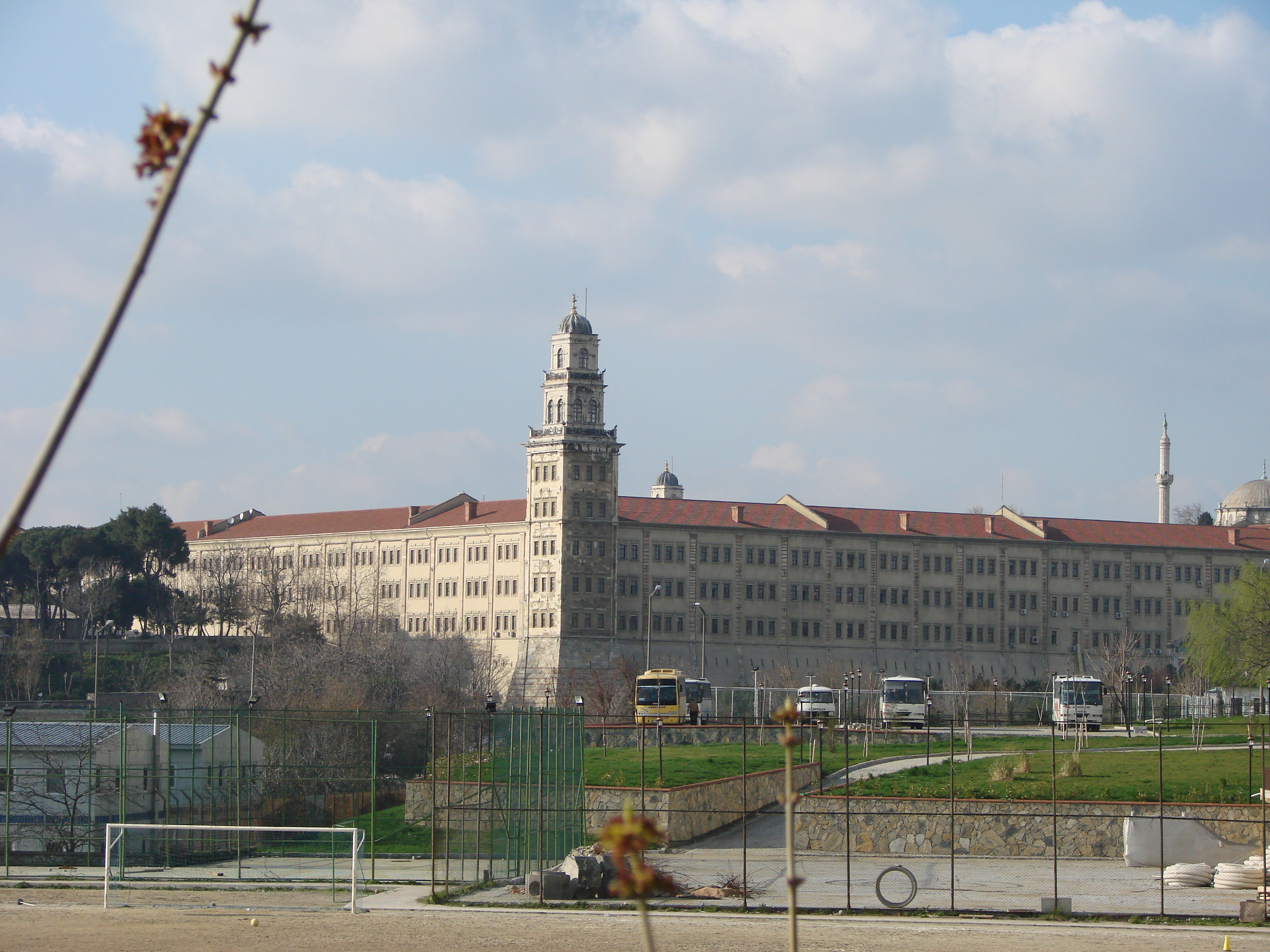
La caserne Taksim (détruite en 1909).
- La caserne Selimiye.
- La caserne Davutpaşa (1826-1827).
- La caserne de Beyoğlu.
- L'Hôtel de la Monnaie d'Istanbul.

- Le palais d'Aynalıkavak.
- La mosquée Nusretiye, vue intérieure.
- La caserne Selimiye.